# محمدمهدی ایزدپناه
محمد مهدی ایزدپناه، متولد سال ۱۳۴۳، در گرگان استان گلستان؛ کاپیتان و سرمربی اسبق تیم ملی بسکتبال ایران است. او ستاره تیم‌های پرسپولیس، شاهین، اتکا، فجر و شهرداری و محبوب ترین بازیکن تاریخ بسکتبال گرگان بود.
سوابق ملی به عنوان بازیکن:
- ۱۹۸۲- مانیل، فیلیپین: مسابقات قهرمانی جوانان آسیا
- ۱۹۸۵- کوالالامپور، مالزی: جام ملتهای آسیا
- ۱۹۸۹- پکن، چین: جام ملتهای آسیا
- ۱۹۹۱- کوبه، ژاپن: جام ملتهای آسیا
- ۱۹۹۰- پکن، چین: المپیک آسیایی
- ۱۹۹۳- جاکارتا، اندونزی: جام ملتهای آسیا
- ۱۹۹۴- هیروشیما، ژاپن: المپیک آسیایی[۱]

او در عرصه مربیگری نیز توانست نایب قهرمانی آسیا با تیم ملی جوانان و قهرمانی آسیا با تیم ملی امید را به ارمغان آورده و با تیمهای ملی و جوانان در مسابقات قهرمانی جهان شرکت کند. ایزدپناه در سال ۲۰۰۵ سرمربی تیم ملی بسکتبال ایران در جام ملت‌های آسیا بود که در رده ششم مسابقات قرار گرفتند.
سوابق ملی به عنوان بازیکن:
- ۲۰۰۲- کویت، کویت: مسابقات قهرمانی جوانان آسیا (سر مربی)
- ۲۰۰۳- تسالونیکی، یونان: مسابقات قهرمانی جوانان جهان (مربی) با سر مربیگری نناد ترایکویچ
- ۲۰۰۴- تهران، ایران: مسابقات قهرمانی امیدهای آسیا (مربی) با سر مربیگری ولادیمیر بوسنیاک
- ۲۰۰۵- دوحه، قطر: جام ملتهای آسیا (سرمربی)[۲]